# CNV Hout en Bouw
CNV Hout en Bouw was een Nederlandse vakbond voor mensen die werken in de hout- en bouwsectoren. Per 1 januari 2010 is de bond samengegaan met CNV BedrijvenBond om de nieuwe vakbond CNV Vakmensen te vormen. De onderstaande informatie is daarmee verouderd. 
CNV Hout en Bouw is een vereniging en levert uitgebreide diensten aan de leden. De bond sluit 17 cao's af met werkgevers. De bond bestond uit lokale afdelingen die activiteiten voor leden organiseren en per cao bestaat er een vakgroep, die de ontwikkelingen in een sector en de cao op de voet volg en beïnvloedt.
CNV Hout en Bouw is onderdeel van het CNV.

## Cao's
CNV Hout en Bouw onderhandelt namens de leden bij de volgende cao's:
Sector Bouw en Infra
Cao Bouwnijverheid
Cao Betonmortel
Cao Waterbouw
Cao Railinfra
Cao Bitumineuze en kunststof dakdekkers
Sector Timmer, Hout en Meubel
Cao Houthandel
Cao Hiswa
Cao Houtverwerkende industrie
Cao Timmerindustrie
Cao Orgelbouw
Cao Tentoonstellingsbouw
Cao Meubel
Cao Parketvloerenonderneming
Sector Woondiensten
Cao Woondiensten
Sector Schilders, Afbouw en Onderhoud
Cao Afbouw
Cao Schilders, afwerkings- en glaszetbedrijven
Cao Natuursteenbedrijf

## Dienstverlening
De leden van CNV Hout en Bouw kunnen gebruikmaken van de diensten die de bond aanbiedt. Zo kunnen leden hun belastingformulier laten invullen. Leden die een opleiding volgen krijgen een deel van de studiekosten vergoed en een (financiële) beloning als ze de opleiding afronden.
Als leden problemen hebben op het werk, of willen weten of hun loon wel goed wordt betaald, dan kunnen zij de bond inschakelen. Professionele medewerkers van de bond zullen de leden dan adviseren, of ze helpen om het probleem op te lossen. Daarvoor heeft CNV Hout en Bouw juristen in dienst.

## Bondsbestuur
CNV Hout en Bouw wordt geleid door het bondsbestuur, dat bestaat uit vier personen. Arend van Wijngaarden is de voorzitter van de bond.
Het hoofdkantoor van CNV Hout en Bouw is in Odijk. Daarnaast heeft CNV Hout en Bouw kantoren in Drachten, Apeldoorn, Hoofddorp, Breda en Geleen.